# Piparsnäppa
Piparsnäppa (Bartramia longicauda) är en stor nordamerikansk vadare inom familjen snäppor. Den är nära besläktad med spovarna i Numenius och placeras som ensam art i sitt släkte Bartramia.

## Kännetecken

### Utseende

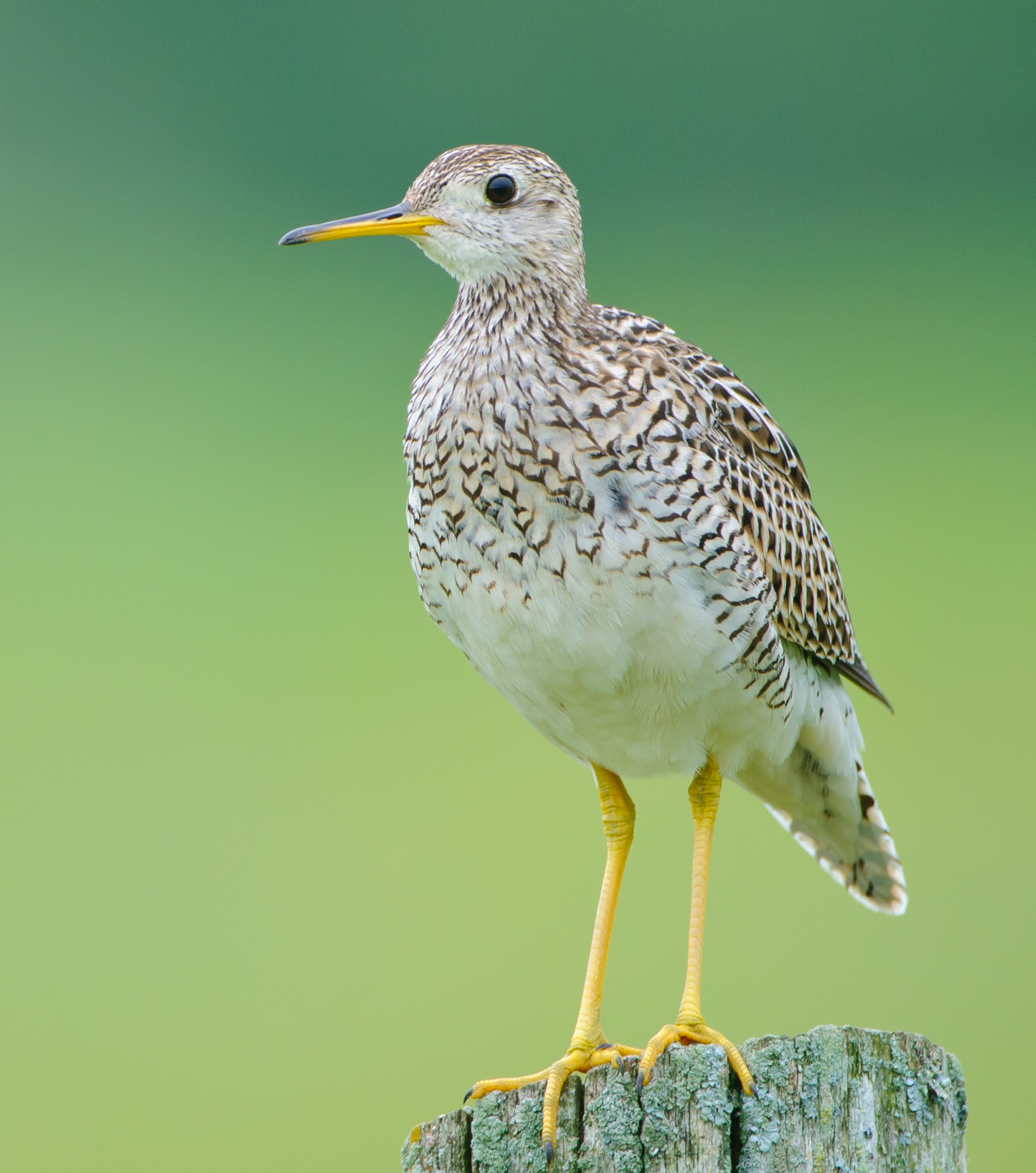
Adult piparsnäppa i sommardräkt.

Som adult mäter den mellan 28 och 32 centimeter och har ett vingspann på 50–55 centimeter. Den har långa gula ben med en lång hals och stjärt. I häckningsdräkt är huvudet och halsen ljusa med bruna strimmor. Ryggen och översidan på vingarna är mörka och brunspräckliga och magen är vit.

### Läten
I flykten hörs drillande och klara visslingar som påminner starkt om spelande smådopping eller gökhona, "kip-ip-ip-ip-ip". Spellätet beskrivs som en spöklig, bubblande vissling som först stiger i tonhöjd och sedan faller.

## Utbredning

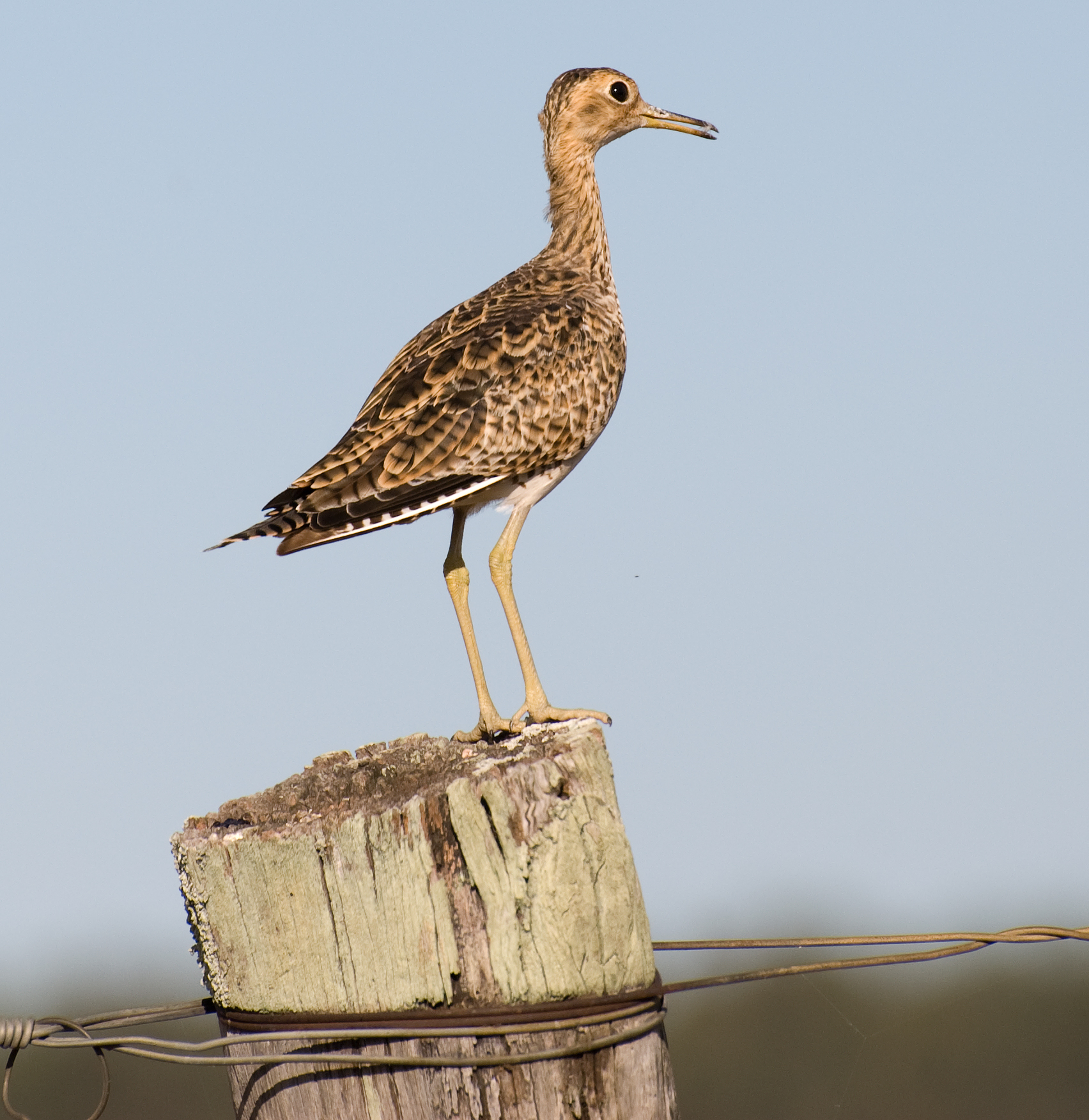
Adult piparsnäppa i vinterdräkt fotograferad i december i Uruguay.

Piparsnäppan är en långflyttare som häckar i centrala Nordamerika och Alaska och övervintrar i Sydamerika. Den är en sällsynt gäst i Västeuropa, med ett 50-tal fynd i Storbritannien. Den har även setts i hela Norden utom Island samt i Irland, Spanien, Frankrike, Portugal, Italien och Grekland. I Sverige har den påträffats två gånger: 18–19/11 2001 utanför Karlsborg i Västergötland samt 20/12 2004 i Havdhem på Gotland.

## Ekologi
Piparsnäppan förekommer på öppen gräsmark och fält och ses ofta på staket eller telefonstolpar. Den kan ibland återfinnas i mindre löst sammanhållna kolonier. Den födosöker främst med hjälp av synen och dess diet består av insekter, sniglar, maskar och andra mindre ryggradslösa djur. I mindre utsträckning äter den även frön.

### Häckning

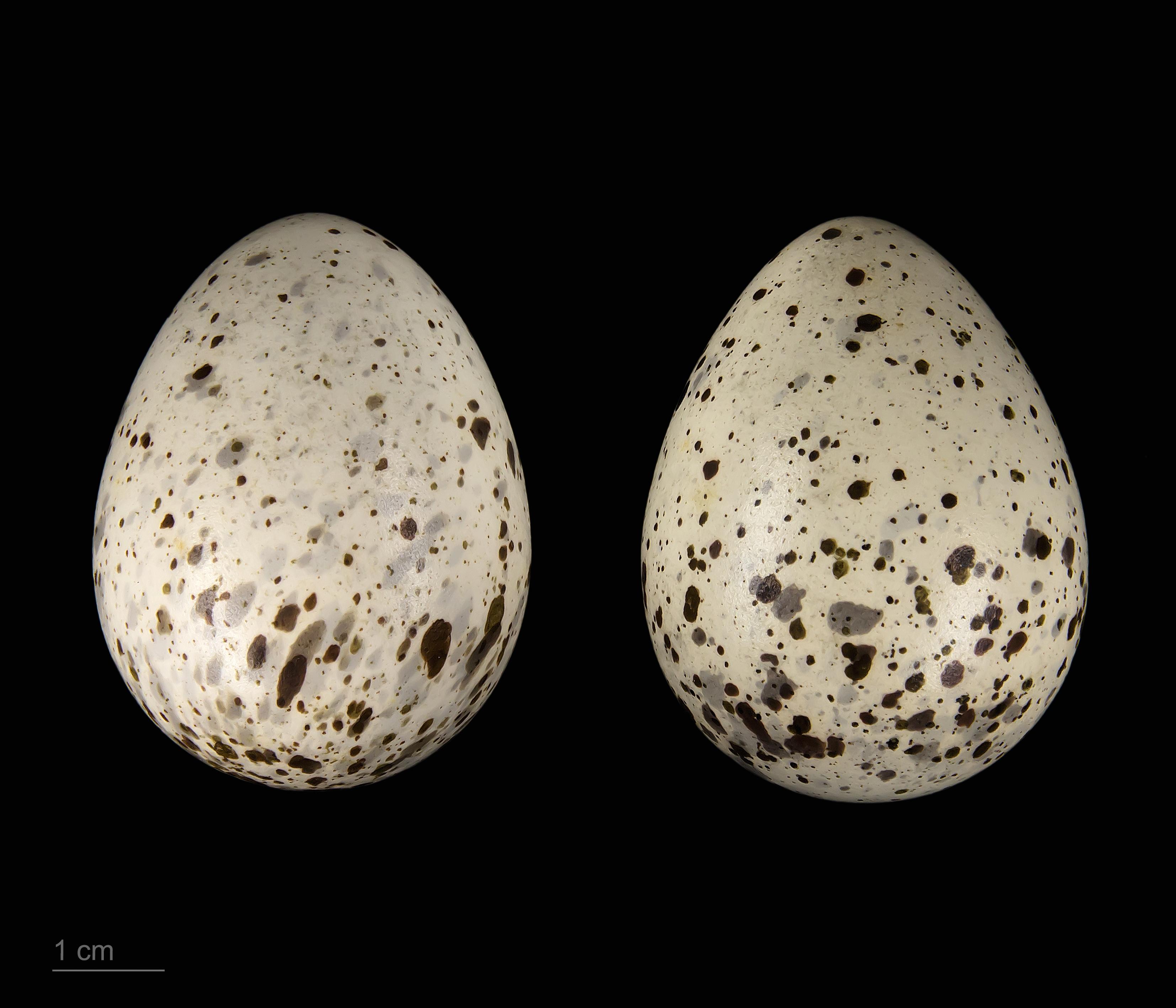
Bartramia longicauda

Häckningssäsongen infaller från tidig till sen sommar. Boet placeras på marken i tätt gräs. Honan lägger fyra ägg och ungarna tas om han av båda föräldrarna. De kan göra distraktionsuppvisningar för att lura undan rovdjur från boet och dunungarna.

## Status och hot
Arten har ett stort utbredningsområde och en stor population, och tros öka i antal. Utifrån dessa kriterier kategoriserar IUCN arten som livskraftig (LC).

## Namn
Dess vetenskapliga släktnamn Bartramia har den fått för att hedra den amerikanska naturalisten William Bartram. På svenska kallades den tidigare höglandssnäppa.